# 尾岐村
尾岐村（おまたむら）は福島県大沼郡にあった村。現在の会津美里町南西部、宮川上流域にあたる。

## 地理
- 山：明神ヶ岳、砥沢山、博士山、滝ノ沢山、横山
- 河川：宮川

## 歴史
- 1889年（明治22年）4月1日 - 町村制の施行により、吉田村、西本村、西尾村、宮川村、松坂村、大室村、尾岐窪村の区域をもって発足。
- 1955年（昭和30年）3月31日 - 高田町、赤沢村、永井野村、東尾岐村、旭村、藤川村と合併して会津高田町が発足。同日尾岐村廃止。